# Центральноазиатское региональное экономическое сотрудничество
Центральноазиатское региональное экономическое сотрудничество (ЦАРЭС; CAREC) (англ. Central Asia Regional Economic Cooperation Program) — международная организация, целью которой является совместное развитие регионов стран участниц в сферах транспорта, энергетики, торговли и в других областях. Была основана в 1997 году, в 2001 году функции Секретариата ЦАРЭС стал выполнять Азиатский банк развития.  
Девиз регионального объединения: «Хорошие Соседи — Хорошие Партнеры — Хорошие Перспективы».  

## История
В 1997 году страны центральноазиатского региона приступили к сотрудничеству для развития регионов Казахстана, Кыргызстана, Узбекистана и Синьцзян-Уйгурского автономного района Китая. В 1998 году к инициативе присоединяется Таджикистан. 
В 2001 году в рамках Азиатского банка развития был создан Секретариат ЦАРЭС. В 2002 году в Маниле прошло первое заседание старших должностных лиц ЦАРЭС, тогда же было одобрено шесть проектов, на общую сумму 247 миллионов долларов США.
В 2002 году к организации присоединяется Азербайджан и Монголия, а в 2005 году Афганистан.
В 2010 году к организации присоединяется Туркменистан.
В 2015 году в городе Урумчи был образован Институт ЦАРЭС. В этот же год Грузия получила статус наблюдателя в региональной организации. 
К 2017 году инвестиции в странах-участниках под эгидой ЦАРЭС достигли 30 млрд. долларов США. За этот период было реализовано множество инфраструктурных проектов, построены автомобильные и железные дороги, порты и другое.  
В 2017 году была анонсирована программа ЦАРЭС-2030, в которой указывались дальнейшие планы по осуществлению региональных проектов, в программе было обозначено гармонизация стратегий с ЦУР и COP21. 

## Участники

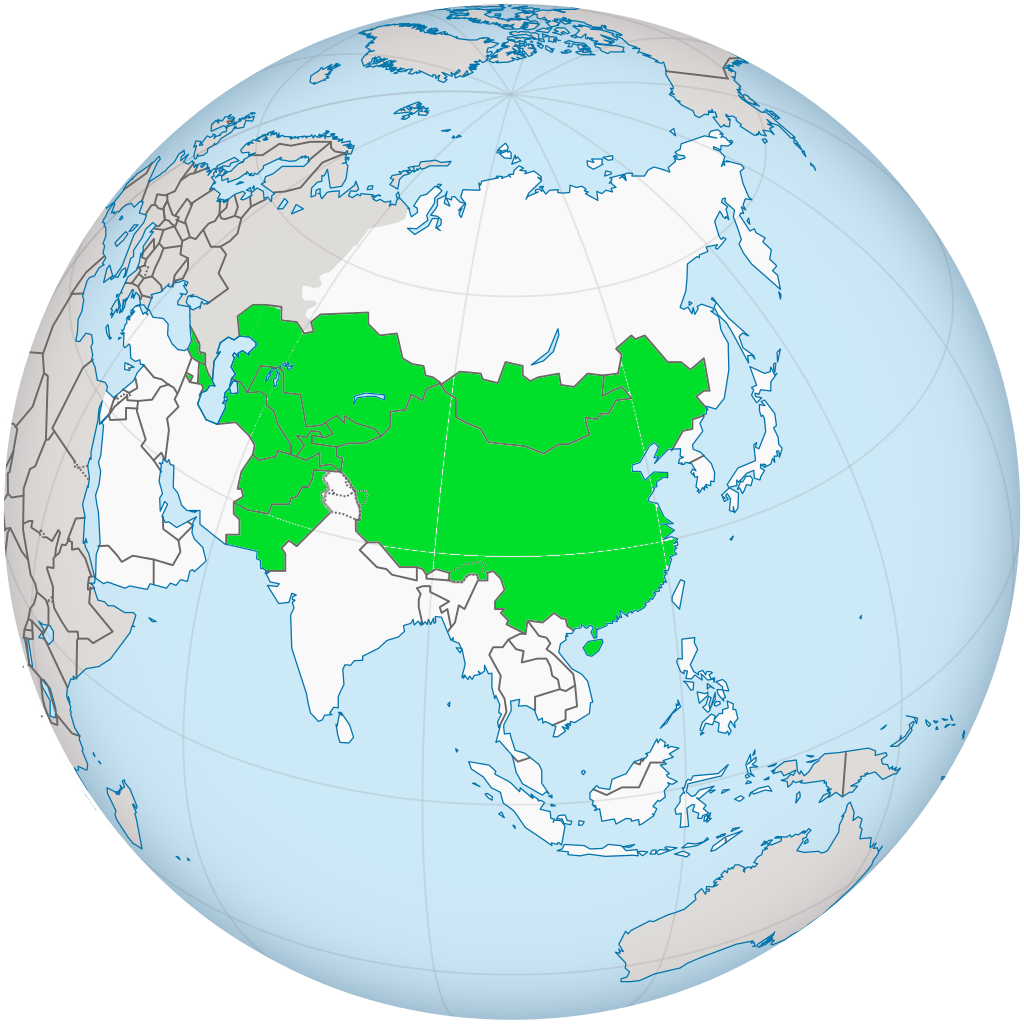
Страны участницы ЦАРЭС

Членами «Центральноазиатского регионального экономического сотрудничества» являются 10 стран:
- Афганистан (c 2005 года, с 2022 года прямое участие приостановлено, сотрудничество идёт по другим каналам)
- Азербайджан (c 2002 года)
- Грузия (c 2016 года)
- Узбекистан (с 1997 года)
- Казахстан (с 1997 года)
- Китай (с 1997 года)
- Кыргызстан (с 1997 года)
- Монголия (с 2002 года)
- Пакистан (с 2010 года)
- Таджикистан (с 1998 года)
- Туркменистан (с 2010 года)

### Международные институты
ЦАРЭС, с целью оказания содействия и развития экономического потенциала регионов, сотрудничает со следующими международными институтами:
- Азиатский банк развития
- Азиатский банк инфраструктурных инвестиций
- Европейский банк реконструкции и развития
- Международный валютный фонд
- Исламский банк развития
- Программа развития ООН
- Всемирный банк

## Конференции
Организация ЦАРЭС проводит ежегодные Министерские конференции, которые проходили в следующий городах стран-участниц:
- 2002 — Манила (Филиппины)[5]
- 2003 — Ташкент (Узбекистан)[10]
- 2004 — Астана (Казахстан)[11]
- 2005 — Бишкек (Кыргызстан)[12]
- 2006 — Урумчи (Китай)[13]
- 2007 — Душанбе (Таджикистан)[14]
- 2008 — Баку (Азербайджан)[15]
- 2009 — Улан-Батор (Монголия)[16]
- 2010 — Себу (Филиппины)[17]
- 2011 — Баку (Азербайджан)[18]
- 2012 — Ухань (Китай)[19]
- 2013 — Астана (Казахстан)[20]
- 2014 — Бишкек (Кыргызстан)[21]
- 2015 — Улан-Батор (Монголия)[22]
- 2016 — Исламабад (Пакистан)[9]
- 2017 — Душанбе (Таджикистан)[23]
- 2018 — Ашхабад (Туркменистан)[24]
- 2019 — Ташкент (Узбекистан)[25]
- 2020 — Веб-конференция[26]
- 2021 — Веб-конференция[27]
- 2022 — Веб-конференция[28]
- 2023 — Тбилиси (Грузия)[29]